# Polikarpov Po-2
Polikarpov Po-2 (Cod NATO: „Mule” = catâr) denumit până în 1944 Polikarpov U-2, este un avion biplan sovietic, construit într-un număr de aproximativ 40.000  de exemplare timp de peste 26 ani, fiind unul din cele mai mult construite avioane din lume după Cessna 172 (44.000 exemplare). Initiala U vine de la Учебный (Transliterare: ucebnîi = formare, insructor). A fost poreclit Kukuruznik (rusă Кукурузник), inițial însemnând câmp cu porumb.

## Istoric
Inițial a fost proiectat la OKB Polikarpov ca avion școală, dar cu timpul U-2 a primit totuși diferite alte utilizări. În primăvara anului 1927 au fost terminate primele planuri ale avionului, la 7 ianuarie 1928 a avut loc primul zbor al prototipului. Avionul s-a evidențiat prin deservire și întreținere simple, maniabilitate și o mare stabilitate în zbor, astfel că din 1930 a intrat în construcție de serie.  

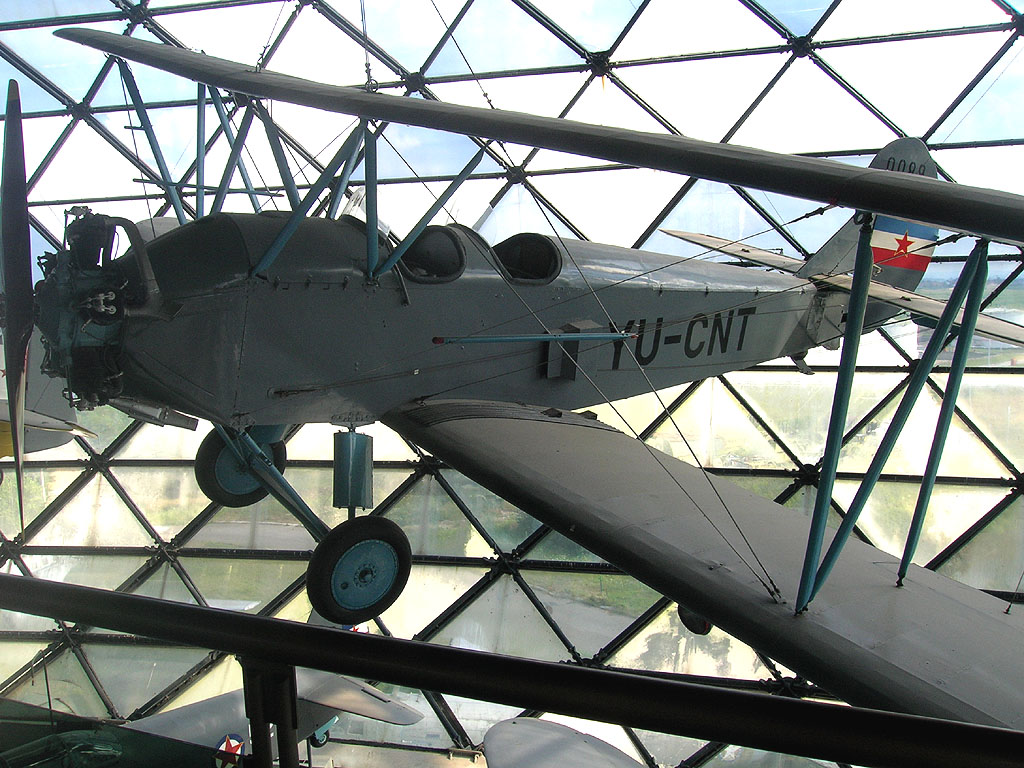
Avion Po-2 cu insemnele Iugoslaviei

## Proiectarea
Aparatul a fost proiectat de Nikolai Polikarpov în OKB și trebuia să înlocuiască U-1 (Avro 504). Între 1928 și 1944, avionul se numea U-2, schimbarea în Po-2 a survenit după ce Polikarpov a decedat.

## Caracteristici tehnice
Caracteristici
- tip: avion biplan
- propulsie: elice
- echipaj: 1 pilot
- pasageri: 1

Dimensiuni
- anvergura: 11.40 m
- lungime: 8.17 m
- înălțime: 3.10 m
- suprafață portantă: 33.2 m²

Greutăți (mase)
- greutate gol: 770 kg
- greutate totală: 1,030 kg
- sarcină utilă: 260 kg

Motorizare

Planul avionului Policarpov Po-2 cu cele trei vederi

- motor: 1 × Shvetsov M-11D 5-cilindri în stea
- putere motor: 125 CP (92 kW)
- putere specifică: 60 W/kg
- capacitate rezervor: nespecificat
- elici: 1

Performanțe
- viteză maximă: 152 km/h
- viteză de croazieră: 110 km/h
- rază operațională: 630 km
- plafon: 3,000 m
- viteză ascensională: 2.78 m/s

Armament
- Arme: 1 × mitralieră ShKAS de calibru 7.62 mm
- Bombe: 6 × 50 kg